# Rowin Caron

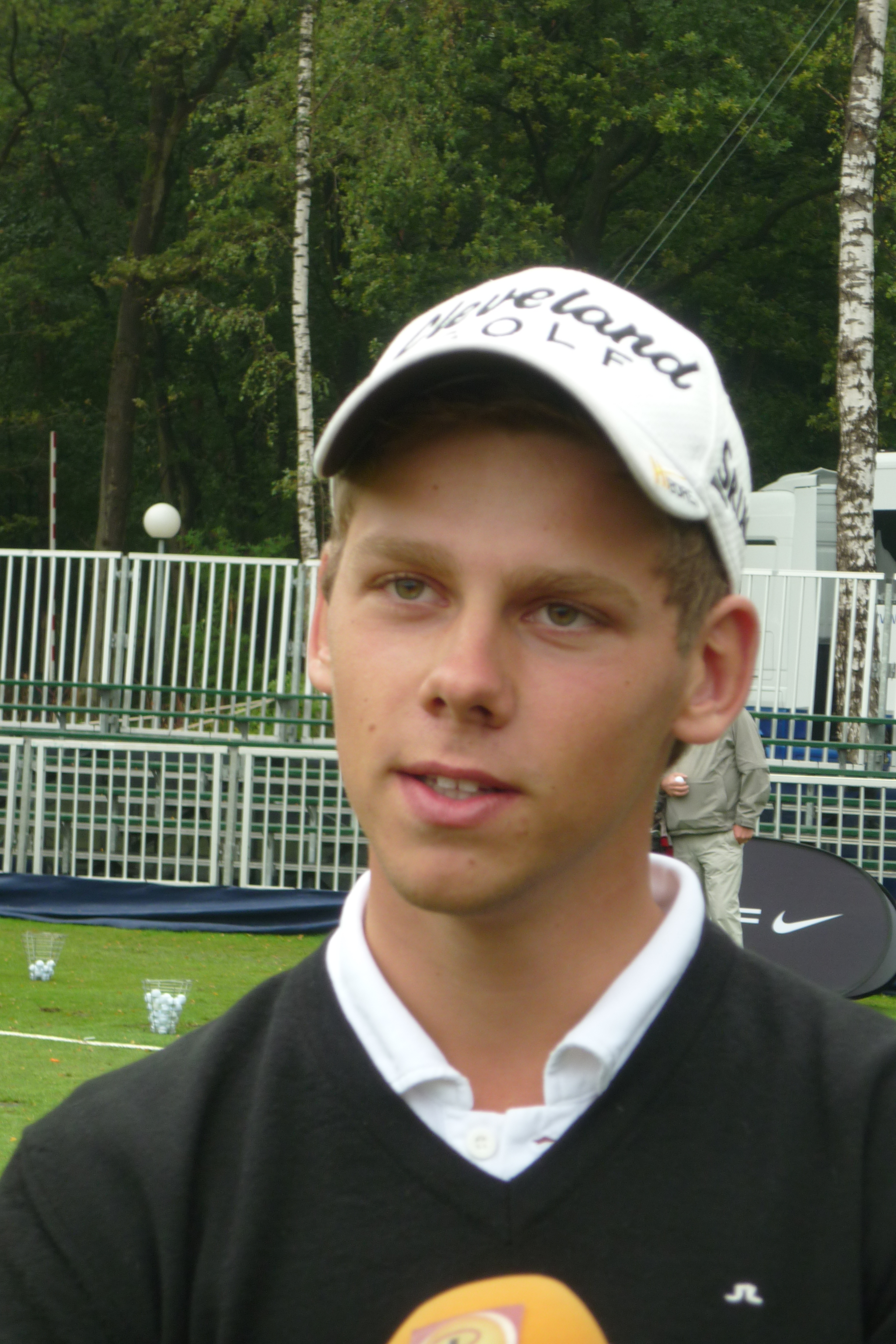
KLM Open 2010.

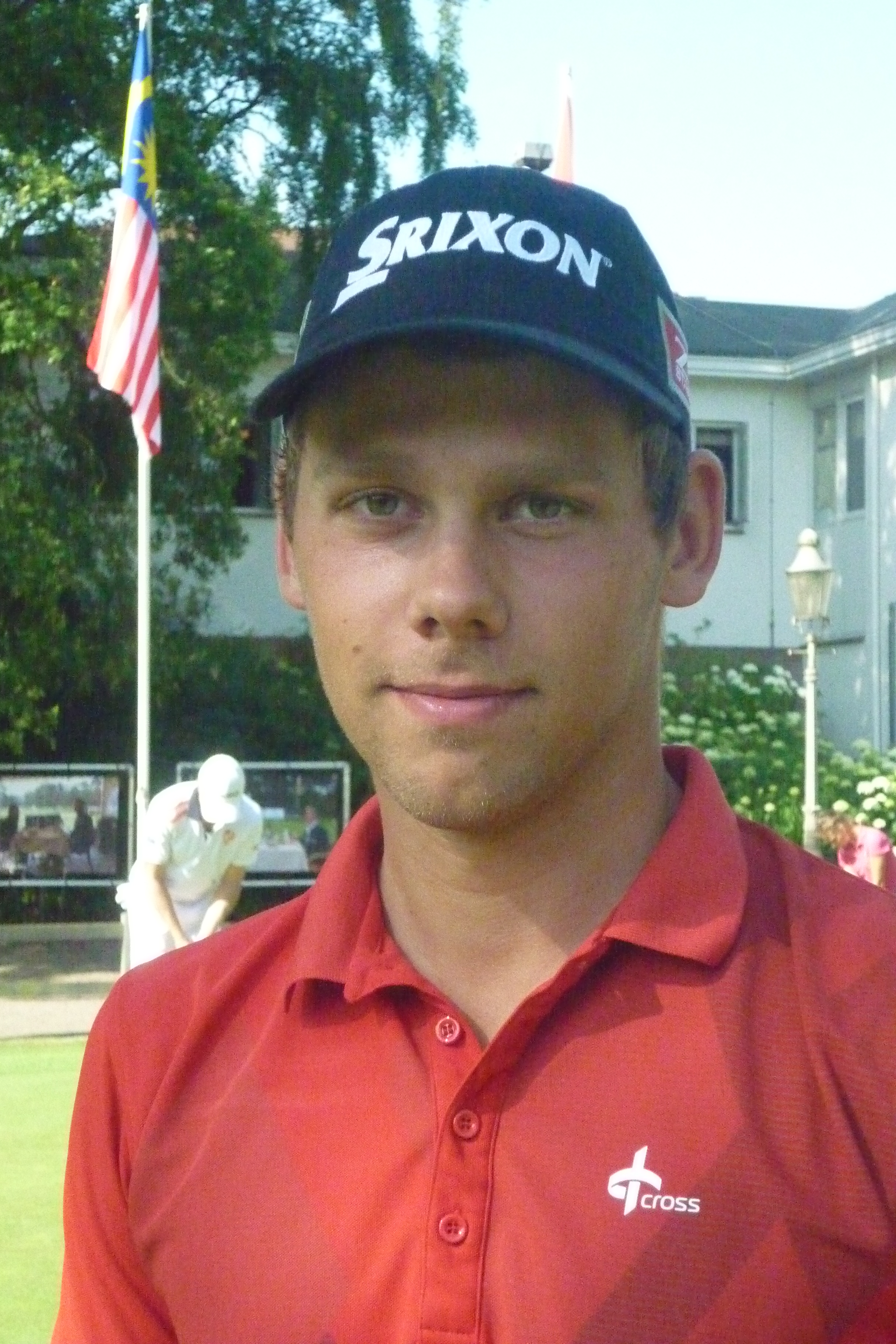
Dutch Jr Open 2013

Rowin Caron (25 mei 1993) is een Nederlandse amateurgolfer. Hij was in 2010 het jongste lid ooit van Jong Oranje. Voor Golfclub Prise d'Eau speelde hij in competitie in de hoofdklasse.

## Amateur
In 2010 won hij het NK Strokeplay op Het Rijk van Nijmegen op de derde play-off van Robin Kind. De overwinning gaf hun een startbewijs voor het KLM Open op de Hilversumsche Golf Club. Verder werd hij 5de bij het Nationaal Open op de Oosterhoutse Golf Club. Hij werd 4de bij de US Junior Masters.
In 2011 won hij het Faldo Series Netherlands Championship U18 waardoor hij naar de wereldfinale in Noord-Ierland mocht met Michael Kraaij, die het toernooi in de U21 won.
Bij het Europees Landen Team Kampioenschap van 2013 vertegenwoordigde hij Nederland met Robin Kind en Daan Huizing. Caron werd hij individueel 4de en in juli werd hij 7de op het Dutch Junior Open dat door Michael Kraaij gewonnen werd.
Daarna ging hij aan de Florida State University studeren. Op de Old Memorial Golf Club behaalde hij zijn eerste college-overwinning..
In 2016 staat hij nummer 44 op de wereldranglijst (WAGR).

## Gewonnen

### Individueel
Nederland
- 2008: NK Strokeplay U-16
- 2010: NK Strokeplay po (-17)
- 2011: Faldo Series Netherlands Championship U-18 / NK Strokeplay U18
- 2012: NK Matchplay U-22, / Brabants Open
- 2013: Robbie Erven van Doren Trophee KLM open
- 2015: Brabants Open

College golf
- 2013: Gary Koch Invitational (-9, tie met Bo Andrews)
- 2014: Gary Koch Invitational (-8, tie met Johnson), winnaar na play-off

### Teams
- Gary Koch Invitational: 2013